# 德比爾特
德比爾特（荷蘭語：De Bilt）是荷蘭的一個市镇，位於荷蘭中部的乌得勒支省。美國著名的范德比尔特家族的祖先來自這裡。

## 外部連結
- 维基共享资源上的相關多媒體資源：德比爾特
- Official Website （页面存档备份，存于）